# Коци (Мачерата)
Коци (итал. Cozzi) насеље је у Италији у округу Мачерата, региону Марке.
Према процени из 2011. у насељу је живело 14 становника. Насеље се налази на надморској висини од 429 м.